# Maisūn
Maisūn (arabisch ميسون بنت بحدل, DMG Maisūn bint Baḥdal; † um 680) aus dem Stamm der Banū Kalb war die Lieblingsgemahlin des ersten Umayyaden-Kalifen Muʿāwiya I. und die Mutter von dessen Nachfolger Yazid I. Berühmt wurde sie vor allem durch ein ihr zugeschriebenes Gedicht, in dem beduinisches und städtisches Leben spöttisch gegenübergestellt und die Sehnsucht nach der Wüste zum Ausdruck gebracht wird:

„Ein schwankendes Zelt, vom Wind durchweht,

ist mir lieber als ein Schloss, das ragend steht.

Ein rauer Rock, der mein Auge freut,

ist mir lieber als ein weiches Kleid…

Ein Lastkamel, sein schwerer Schritt,

ist mir lieber als des Maultiers leichter Tritt.

Und ein Edler, Schlanker von meinen Vettern

ist mir lieber als ein feister Städter.“

Einer mittelalterlichen Anekdote zufolge soll Muʿāwiya den Vers über den feisten Städter auf sich selbst bezogen, sich daraufhin von Maisūn getrennt und sie zu ihrer Familie in die Wüste südlich von Palmyra zurückgeschickt haben. Gemeinsam mit ihrem Sohn Yazid habe sie daraufhin die nächsten Jahre dort verbracht und ihn gemäß den althergekommenen Traditionen großgezogen.
Das Maisūn zugeschriebene Gedicht ist vor allem im 19. Jahrhundert umfangreich durch mehrere Übersetzungen ins Englische rezipiert worden. Der osmanische Autor Ziya Pascha führte es in seiner dreibändigen Gedichtsammlung Hârâbat. Schon früh wurde jedoch die Urheberschaft Maisūns ebenso wie die Authentizität der Geschichten um ihre angebliche Verstoßung angezweifelt.
Maisūn entstammte einer christlichen Familie; ob sie ihren Glauben beibehielt oder aufgab, als sie Muʿāwiya heiratete, ist nicht bekannt. Vermutlich starb sie, noch bevor Yazid Kalif wurde. In den Überliefererketten der Achbār-Literatur tritt sie bisweilen als Tradentin in Erscheinung.